# Oscar Adolph Oeser
Oscar Adolph Oeser (geboren 21. Februar 1904 in Pretoria, Südafrika; gestorben 22. Februar 1983 in Melbourne) war ein australischer Psychologe.

## Leben
Oscar Adolph Oeser war das älteste von drei Kindern des aus Deutschland nach Südafrika ausgewanderten Goldschmieds Alfred Edward Oeser und der Caroline Louisa Henning. Oeser studierte Physik und Mathematik an der University of Pretoria (B.Sc., 1923) und an der Rhodes University, Grahamstown (M.Sc., 1925). Er wurde 1929 an der Universität Marburg mit einer psychologischen Arbeit promoviert und 1931 in Experimenteller Psychologie am Trinity College der University of Cambridge. Er war Lehrer in Dartington Hall in Devon. Er war kurzzeitig mit Ingeborg Emmie Dicke verheiratet und heiratete 1934 in London die aus Australien stammende Psychologin Mary Drury Smith, geborene Clarke (–1976). Oeser wurde 1933 als Lecturer und Leiter des Department of Experimental Psychology an der University of St Andrews Schottland angestellt. Dort leitete er eine soziologische Untersuchung über arbeitslose Jugendliche in Dundee.

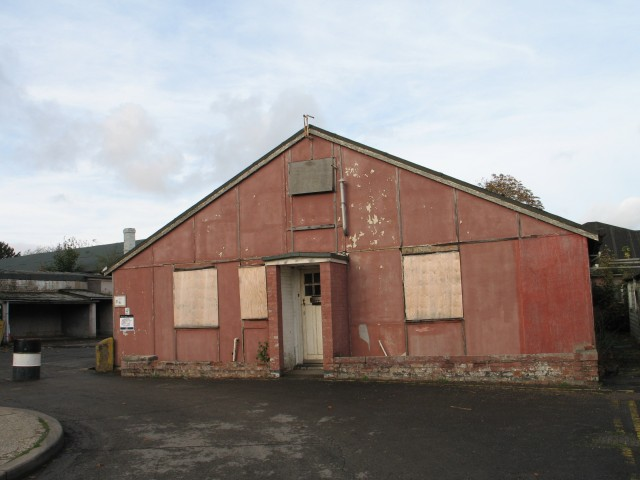
Oesers Arbeitsplatz befand sich in Hut 3. Dort wurden die durch Hut 6 entzifferten Nachrichten ausgewertet.

Nach Ausbruch des Zweiten Weltkriegs wurde Oscar Oeser im September 1940 in die Royal Air Force eingezogen. Er wurde nach Bletchley Park (B.P.) abgestellt, der hochgeheimen britischen Dienststelle, in der die durch den britischen Y service abgefangenen verschlüsselten Funksprüche der deutschen Wehrmacht entziffert und analysiert wurden. Er arbeitete in Hut 3 (Bild), die für die Analyse und Auswertung der Texte zuständig war, während die Entzifferung in der räumlich eng benachbarten Abteilung Hut 6 erledigt wurde. Im Jahr 1943 wurde er zum acting wing commander befördert.
Nach Kriegsende wurde Oeser nach Deutschland versetzt, wo er für den Alliierten Kontrollrat deutsches Personal auf seine politische Verwendbarkeit überprüfte. 1946 zog Oeser mit seiner Frau und zwei Kindern nach Australien, wo er einen Lehrstuhl für Psychologie an der University of Melbourne einrichtete. Neben der Lehre beschaffte er bis 1970 Mittel für Forschungsteams, die Feldstudien mit Fragestellungen der Industriesoziologie, Agrarsoziologie und Schulpsychologie bearbeiteten. Oeser entwickelte mit mathematischen Hilfsmitteln ein Modell für eine strukturelle Rollentheorie, die er im 4. Band des Handbook of Social Psychology vorstellte.
Oeser erhielt mehrere Fellowships und reiste in die USA und nach Europa. Er war Mitglied der Academy of the Social Sciences in Australia und Gründungsmitglied des Australian Institute of Aboriginal Studies (1964) und des Australian Institute for Urban Studies (1967).
Oeser war Fellow der British Psychological Society und der Australian Psychological Society. Er beriet die Western Mining Corporation (1970–1973) bei der Raumordnung für neue Abbaustätten im Outback und beriet das Cairnmillar Institute (1974–1976) in Melbourne in Fragen der Organisationsentwicklung. Der Psychologe Ronald Conway war ein Schüler.

## Schriften (Auswahl)
- Tachistoskopische Leseversuche als Beitrag zur strukturpsychologischen Typenlehre. Leipzig: Barth 1929, S. 139–177. Separatabdruck aus: Zeitschrift für Psychologie, Band 112. Dissertation, Universität Marburg 1928
- Erich Rudolf Jaensch: Eidetic imagery and typological methods of investigation. Their importance for the psychology of childhood, the theory of education, general psychology, and the psycho-physiology of human personality. Übersetzung Oscar Oeser. London : Paul, Trench, Trubner, 1930
- Karl Bühler: The mental development of the child. A summary of modern psychological theory. Übersetzung Oscar Oeser. London : Paul, Trench, Trubner, 1930
- Karl Vossler: The spirit of language in civilization. Übersetzung Oscar Oeser. London : Paul, Trench, Trubner, 1932
- Viktor Lowenfeld: The nature of creative activity. Experimental and comparative studies of visual and non-visual sources of drawing, painting, and sculpture by means of the artistic products of weak sighted and blind subjects and of the art of different epochs and cultur. Übersetzung O. A. Oeser. London: Paul 1939
- What use can industry make of psychology. Melbourne: The Institute of Industrial Management 1947
- Unesco tensions project. Report from Australia. Sydney: Commonwealth Office of Education,  1948
- mit Samuel Battle Hammond (Hrsg.): Social structure and personality in a city. London: Routledge & Paul 1954
- mit Frederick Edmund Emery (Hrsg.): Social structure and personality in a rural community. London: Routledge & Paul 1954
- (Hrsg.): Teacher, pupil, and task. Elements of social psychology applied to education. A practical manual for teachers. London: Tavistock Publications, 1955
- mit Frederick Edmund Emery (Hrsg.): Information, decision and action. A study of the psychological determinants of changes in farming techniques. With the assistance of Joan Tully. Melbourne–Carlton: Melbourne University Press 1958